# SM U-103
Lo SM U-103 fu un sommergibile della Kaiserliche Marine tedesca di Tipo U 57, operante durante la prima guerra mondiale. 
Fu affondato il 12 maggio 1918 dall'Olympic, per l'occasione HMT Olympic. L'Olympic, proprio per questo episodio, viene ricordata come l'unica nave di linea alleata a riuscire nell'impresa di affondare un sottomarino tedesco nel corso della prima guerra mondiale.

## Impostazione e varo
Il sommergibile fu ordinato il 15 settembre 1915 e venne impostato l'8 agosto 1916. Dopo quasi un anno, il 9 giugno 1917, venne varato ed entrò a far parte della flotta tedesca.

## Inizio carriera
Una volta entrato in servizio, nello stesso 1917, l'U-103 riuscì ad affondare 3 navi, 2 britanniche e una francese. Quest'ultima fu la Depute Pierre Goujon, di 4121 tonnellate, la più grossa nave affondata dal sommergibile tedesco.
Nel 1918 riuscì ad affondare ben 5 navi, la più grossa Kassanga, di 3015 tonnellate, e danneggiarne gravemente un'altra, la Grainton, di 6042 tonnellate. Tutte e 6 le navi erano inglesi.
Complessivamente l'U-103 affondò 8 navi, con tonnellaggio cumulativo di 15462, e danneggiò 1 nave di 6042, per un tonnellaggio complessivo di 21684 tonnellate.

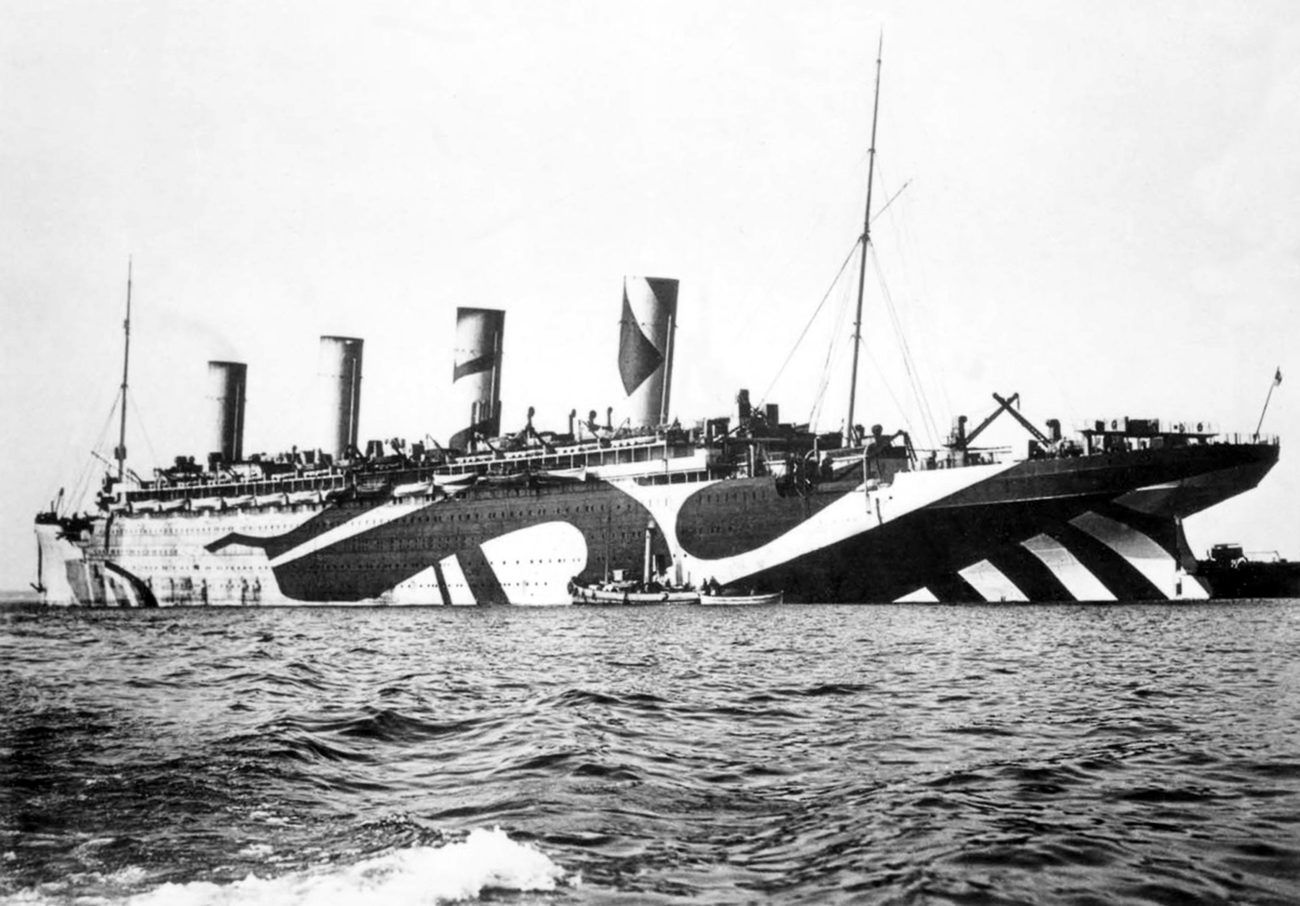
L'HMT Olympic (in tempi di pace RMS Olympic) che affondò l'U-103, durante la prima guerra mondiale, con il tipico Camuffamento Dazzle

## L'affondamento da parte dell'Olympic
Nelle prime ore del 12 maggio 1918, l'U-103 incrociò la nave da trasporto truppe inglese Olympic (che in tempi di pace era un transatlantico della compagnia White Star Line, il gemello del famoso Titanic), mentre questa era in rotta per la Francia con truppe statunitensi a bordo, e tentò di lanciarle contro 2 siluri.
L'U-103 non riusci a colpire la nave, ma il tentativo fu sufficiente affinché venisse notato dall'equipaggio dell'Olympic, che aprì il fuoco con il cannone in dotazione, riuscendo a colpire il sommergibile danneggiandolo. A seguito del colpo subito l'U-103 assunse una pericolosa posizione verticale e successivamente venne colpito da un'elica della nave trasporto truppe, colpo che provocò una falla insanabile all'interno dello scafo.
Il sommergibile iniziò ad affondare piuttosto velocemente, portando inesorabilmente con sé nove membri dell'equipaggio; altri 31 di costoro, al contrario, riuscirono a salvarsi ma non furono immediatamente recuperati dall'Olympic, che non si fermò per prelevare i superstiti ma proseguì verso Cherbourg.
I 31 superstiti furono salvati successivamente dal cacciatorpediniere statunitense USS Davis e portati in Inghilterra come prigionieri di guerra.
Il relitto del U-103 giace alle coordinate 49°16′N 4°51′W a circa 90 metri di profondità.

## Sommario delle navi colpite
| Data              | Nome                 | Nazionalità | Tonnellate (tsl) | Destino     |
| ----------------- | -------------------- | ----------- | ---------------- | ----------- |
| 12 settembre 1917 | St. Margaret         | Regno Unito | 943              | Affondata   |
| 12 novembre 1917  | Depute Pierre Goujon | Francia     | 4.121            | Affondata   |
| 16 novembre 1917  | Garron Head          | Regno Unito | 1.933            | Affondata   |
| 26 gennaio 1918   | Cork                 | Regno Unito | 1.232            | Affondata   |
| 29 gennaio 1918   | Glenfruin            | Regno Unito | 3.097            | Affondata   |
| 17 marzo 1918     | Cressida             | Regno Unito | 150              | Affondata   |
| 17 marzo 1918     | Sea Gull             | Regno Unito | 976              | Affondata   |
| 18 marzo 1918     | Grainton             | Regno Unito | 6.042            | Danneggiata |
| 20 marzo 1918     | Kassanga             | Regno Unito | 3.015            | Affondata   |